# ماكسيم ياكوفليف
ماكسيم ياكوفليف (بالروسية: Максим Сергеевич Яковлев)‏ هو لاعب كرة قدم روسي في مركز الوسط، ولد في 8 سبتمبر 1991 في بيشكك في قيرغيزستان. لعب مع روتور فولغوغراد ونادي أكاديمية تولياتي لكرة القدم ونادي أورينبورغ ونادي توغلياتي لكرة القدم.

## وصلات خارجية
- ماكسيم ياكوفليف على موقع Soccerway.com (الإنجليزية)